# The Consolations of Scholarship

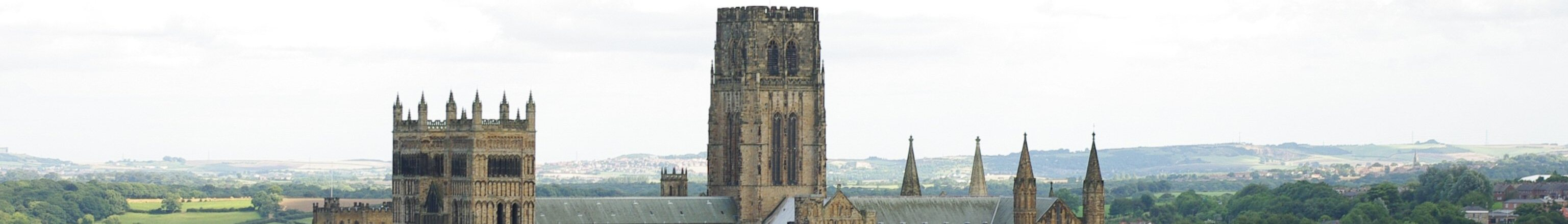

The Consolations of Scholarship è un'opera di Judith Weir su libretto della compositrice stessa. È strettamente basata sul dramma Yuan The Orphan of Chao (di Chi Chun-hsiang) e su A Stratagem of Interlocking Rings di anonimo.
Descritto come un 'dramma musicale' per soprano e nove strumenti, "un racconto della dinastia Yuan che si svolge (questa piece è l'embrione per A Night at the Chinese Opera con la quale condivide sia materiale narrativo che musicale) mediante una narrazione semplice ed il discorso filosofico".
Il lavoro fu composto per il Lontano Ensemble; la prima ebbe luogo all'Università di Durham nel 1985 con Linda Hirst, mezzosoprano, ed il Lontano Ensemble diretto da Odaline de la Martinez.

## Storia delle esecuzioni
L'opera fu eseguita per la prima volta all'Università di Durham il 5 maggio 1985 con Hirst e Lontano, e registrata dagli stessi al St Luke's Hampstead nel 1989, edita su United 88040.

## Trama
Luogo: Cina
Periodo: XIII / XIV secolo
Un viaggiatore descrive il Regno di Tsin e lo spietato generale K'an. Quest'ultimo ha un solo avversario, un buon funzionario del governo di nome Chao Tun. Chao Tun è accusato di aver complottato contro l'imperatore da K'naan e gli viene inviata una falsa lettera che gli dice di togliersi la vita. Prima di farlo riesce a fuggire con la moglie ed il figlioletto appena nato.
Il figlio, che è stato allevato in modo illuminato da un lontano eremita, ormai divenuto un giovanotto si reca nella capitale vent'anni dopo a studiare i classici filosofici. Nella biblioteca riesce a decifrare in alcuni testi dei passaggi che rivelano la vera storia della morte del padre.
Una creatura celestiale, nel tentativo di fermare un complotto contro l'imperatore da parte di K'an getta una pergamena ai piedi del Generale, che, incapace di capire le parole, cerca qualcuno per aiutarlo a leggere e incontra il ragazzo che stava lasciando la biblioteca. Leggendo ed intuendo il complotto, il giovane dà una traduzione diversa poi si precipita ad avvertire l'Imperatore dell'attacco. L'imperatore ringrazia il giovane facendolo ritornare in possesso delle proprietà del padre.